# Хималајски мошусни јелен
Хималајски мошусни јелен (лат. Moschus leucogaster) је сисар из реда папкара (Artiodactyla) и породице мошусних јелена (Moschidae).  

## Распрострањење
Врста је присутна у Бутану, Индији, Кини и Непалу.

## Станиште
Хималајски мошусни јелен има станиште на копну.

## Угроженост
Ова врста се сматра угроженом.

### Популациони тренд
Популација ове врсте се смањује, судећи по расположивим подацима.